# Crystal Dynamics
Crystal Dynamics ist ein US-amerikanisches Spielesoftwareunternehmen aus San Francisco. Das Tochterstudio der schwedischen Embracer Group entwickelt Spiele sowohl für den PC als auch für verschiedene Spielkonsolen. Bekannt wurde das Unternehmen u. a. durch die Spielereihen Gex und Legacy of Kain. Von 2003 bis 2015 war Crystal Dynamics hauptverantwortlich für die Entwicklung der Tomb-Raider-Reihe. Kurzzeitig war das Unternehmen auch als Publisher tätig, hauptsächlich jedoch für die im eigenen Haus entwickelten Spiele.

## Geschichte
Crystal Dynamics wurde 1992 von Judy Lang, Madeline Canepa und Dave Morris gegründet, die zuvor unter anderem als leitende Marketingangestellte für den Spielkonsolenhersteller Sega gearbeitet hatten. Zu den ersten Angestellten zählte unter anderem Mark Cerny, der von 1992 bis 1994 in der Produktentwicklung arbeitete.
Crystal Dynamics war der erste lizenzierte, unabhängige Entwickler für die Spielkonsole 3DO, doch die Markteinführung der Konsole verlief schleppend. Cerny, der zuvor für Sega mehrere Jahre in Japan gearbeitet hatte und sowohl mit Sprache und Gebräuchen vertraut war, erfuhr jedoch, dass der Multimediakonzern Sony an einer neuen CD-ROM-Konsole arbeitete. Er reiste daraufhin nach Tokio, um ein Entwicklerkit für Crystal Dynamics zu erbitten. Zu diesem Zeitpunkt wurden jedoch nur japanische Entwickler mit Entwicklerkits versorgt, u. a. weil die Lizenzverträge ausschließlich auf Japanisch vorlagen. Obwohl nicht unterschriftsberechtigt, unterzeichnete Cerny den Vertrag. Durch Fürsprache des für Drittentwickler-Verträge zuständigen Sonymanagers Shuhei Yoshida wurde Crystal Dynamics entgegen der internen Vorgaben als erstem amerikanischen Studio ein PlayStation-Entwicklerkit genehmigt.
Die erste Veröffentlichung des Studios war jedoch das im November 1993 für die 3DO erschienene Rennspiel Crash ’n Burn. Im Herbst 1993 wurde Strauss Zelnick, der bisherige Geschäftsführer des Filmstudios 20th Century Fox, als neuer CEO engagiert, der das Studio sowohl als Entwickler, als auch als Publisher aufstellte. Erste größere Bekanntheit erlangte das Studio mit seiner Reihe Gex, deren erstes Spiel 1994 für 3DO veröffentlicht wurde und auf weitere Plattformen portiert wurde.
Im September 1998 wurde das defizitäre Studio vom britischen Publisher Eidos Interactive für 47,5 Millionen US-Dollar aufgekauft. Ab Ende der 1990er war das Studio vor allem für die Entwicklung der Reihe Legacy of Kain bekannt. Nachdem jedoch 2003 das von Core Design entwickelte Tomb Raider: The Angel of Darkness, Eidos’ erfolgreichste Marke, schlechte Kritiken erhielt und die Erwartungen des Konzerns nicht erfüllen konnte, wurde den Serienschöpfern die Weiterentwicklung der Reihe entzogen und stattdessen an Crystal Dynamics übertragen. Tomb Raider ist seither das Kernprodukt des Unternehmens. Die für Tomb Raider: Legend entwickelte Crystal Dynamics Crystal Engine (auch CDC- oder Crystal-Engine) wurde außerdem von Eidos Montréal für Deus Ex: Human Revolution verwendet. Seit der Übernahme von Eidos 2009 ist Crystal Dynamics ein Tochterunternehmen des japanischen Publishers Square Enix.
2010 wurde schließlich ein Neustart der Erzählung um Lara Croft mit dem schlichten Titel Tomb Raider angekündigt, der am 5. März 2013 für Windows-PCs, Xbox 360 und die PS3 erschien, später auch in einer überarbeiteten Fassung als Definitive Edition für Xbox One und PlayStation 4. Das Spiel wurde allgemein positiv aufgenommen. Die Gründe dafür lagen unter anderem an der veränderten Darstellung Lara Crofts als junge Archäologiestudentin, die mit den im Spiel dargestellten Herausforderungen zunächst vollkommen überfordert ist. Erst im Verlauf des Spiels entwickelt sie sich schließlich zur bekannten Actionheldin. Es handelte sich nach eigenen Angaben um das bis dahin größte Projekt des Studios, für das es Unterstützung durch das Schwesterstudio Eidos Montréal (Multiplayer) und einige Auftragsentwickler erhielt. Laut Studioleiter Gallagher stellte der Titel in der ersten Verkaufswoche sowohl serienintern als auch für das Jahr 2013 branchenweit die Bestmarke für den erfolgreichsten Verkaufsstart auf. In den ersten 48 Stunden registrierte Square Enix über eine Million aktive Spieler, bis Ende März 2013 konnten 3,4 Millionen Exemplaren an den Handel ausgeliefert werden. Dennoch konnten diese Zahlen Square Enix’ ursprüngliche Absatzerwartungen laut Geschäftsbericht im März 2013 nicht erfüllen. Der Titel wurde darin neben weiteren als Underperformer bezeichnet und Square Enix verzeichnete insgesamt große Verluste, weshalb der langjährige Geschäftsführer Yōichi Wada die Leitung des Unternehmens abgab. In einem Rückblick Gallaghers Anfang März 2014 fiel die Bewertung dagegen deutlich positiver aus. Bis zum Ende des Monats erwarte das Studio demnach das Erreichen von sechs Millionen verkauften Exemplaren, bereits seit dem Vorjahr habe der Titel die Gewinnzone erreicht und sei profitabler als ursprünglich prognostiziert. Gallagher selbst war im Juni 2013 zusätzlich zu seiner Funktion als Studioleiter von Crystal Dynamics zum Head of Studios aller nordamerikanischen und europäischen Entwicklerstudios von Square Enix ernannt worden.
Auf der E3 2014 wurde ein Nachfolger mit dem Titel Rise of the Tomb Raider angekündigt, der an die Ereignisse des Reboots anknüpft. Auf der gamescom 2014 wurde der Titel schließlich im Rahmen des Programms „Only on Xbox“ von Microsoft für Weihnachten 2015 und exklusiv für Microsofts Spielkonsole Xbox One angekündigt. Nach anfänglichen Irritationen wurde diese Exklusivität als zeitlich begrenzt bestätigt, weitere Portierungen, u. a. auf Xbox 360 sollten demnach folgen. Für diese Exklusivvermarktung übernahm Microsoft auch offiziell die Rolle des Publishers. Gegenüber Eurogamer erklärte Phil Spencer, Microsofts Leiter der Xbox-Division und der Microsoft Game Studios, dieses Abkommen damit, dass Rise of the Tomb Raider als direkter Konkurrent zum PS4-exklusiven Uncharted 4 aufgebaut werden solle, da der Konsolenhersteller der erfolgreichen Reihe von Sonys Tochterstudio Naughty Dog qualitativ keinen entsprechenden eigenen Titel entgegensetzen könne. Zur Promotion des Spiels kündigte Crystal Dynamics in Zusammenarbeit mit Schauspieler und Regisseur Stephen Lunsford (Teen Wolf, Kamen Rider: Dragon Knight) den Dreh einer Live-Action-Serie an, die als Vorgeschichte zum Spiele fungiere. Im Dezember 2015 verließ Darrell Gallagher das Unternehmen, seine Nachfolge in der Studioleitung übernahmen Scot Amos und Ron Rosenberg.
Im Mai 2022 wurde Crystal Dynamics von Square Enix mit weiteren Entwicklungsstudios und verschiedenen Markenrechten für 300 Millionen Dollar an die schwedische Embracer Group verkauft.
Der nächste Tomb-Raider-Teil wird zusammen mit Amazon Games als Publisher entwickelt.

## Galerie

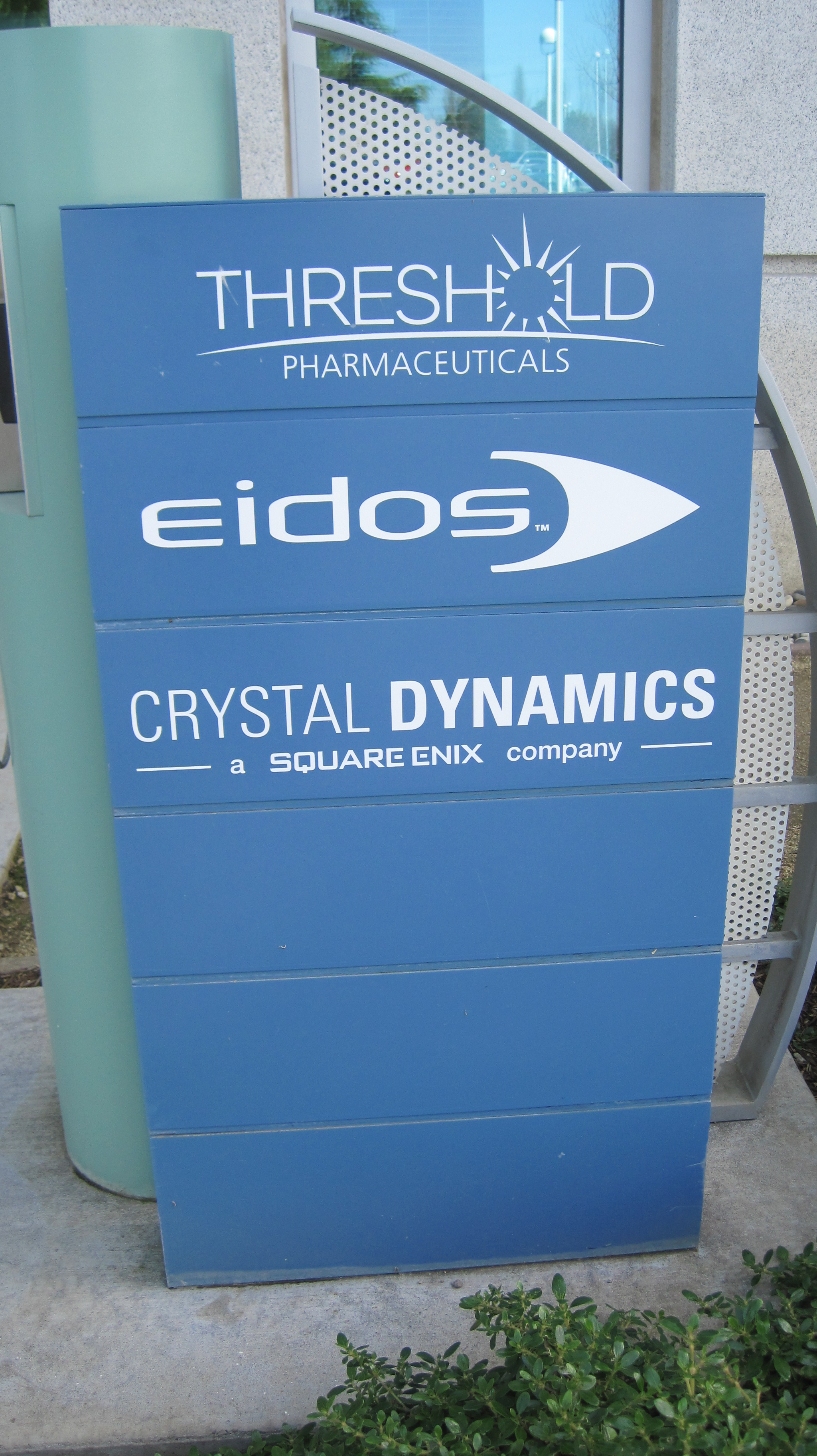
Eingangsschild am Firmensitz in Redwood City/Kalifornien
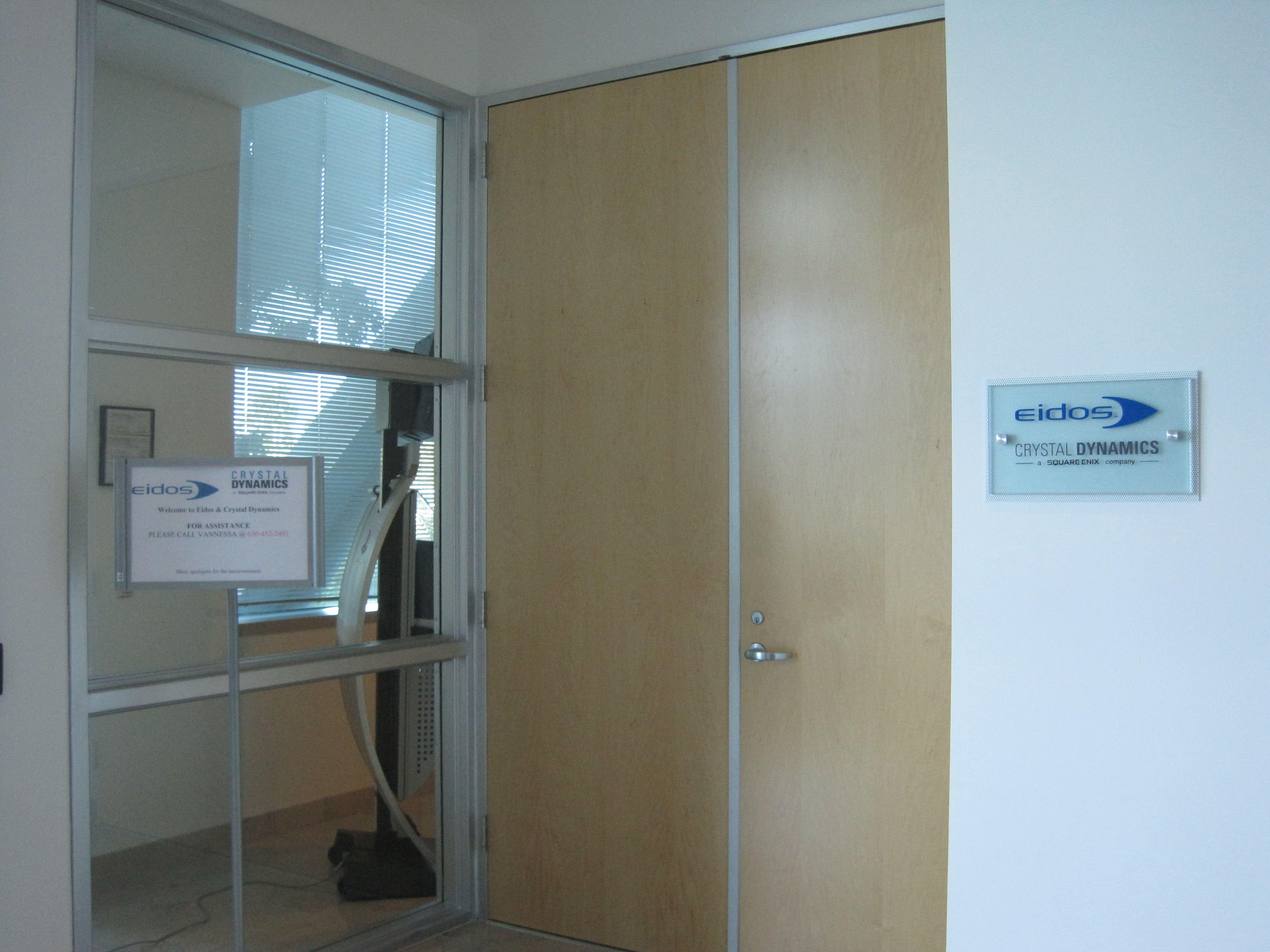
Eingangsbereich der Studioräumlichkeiten
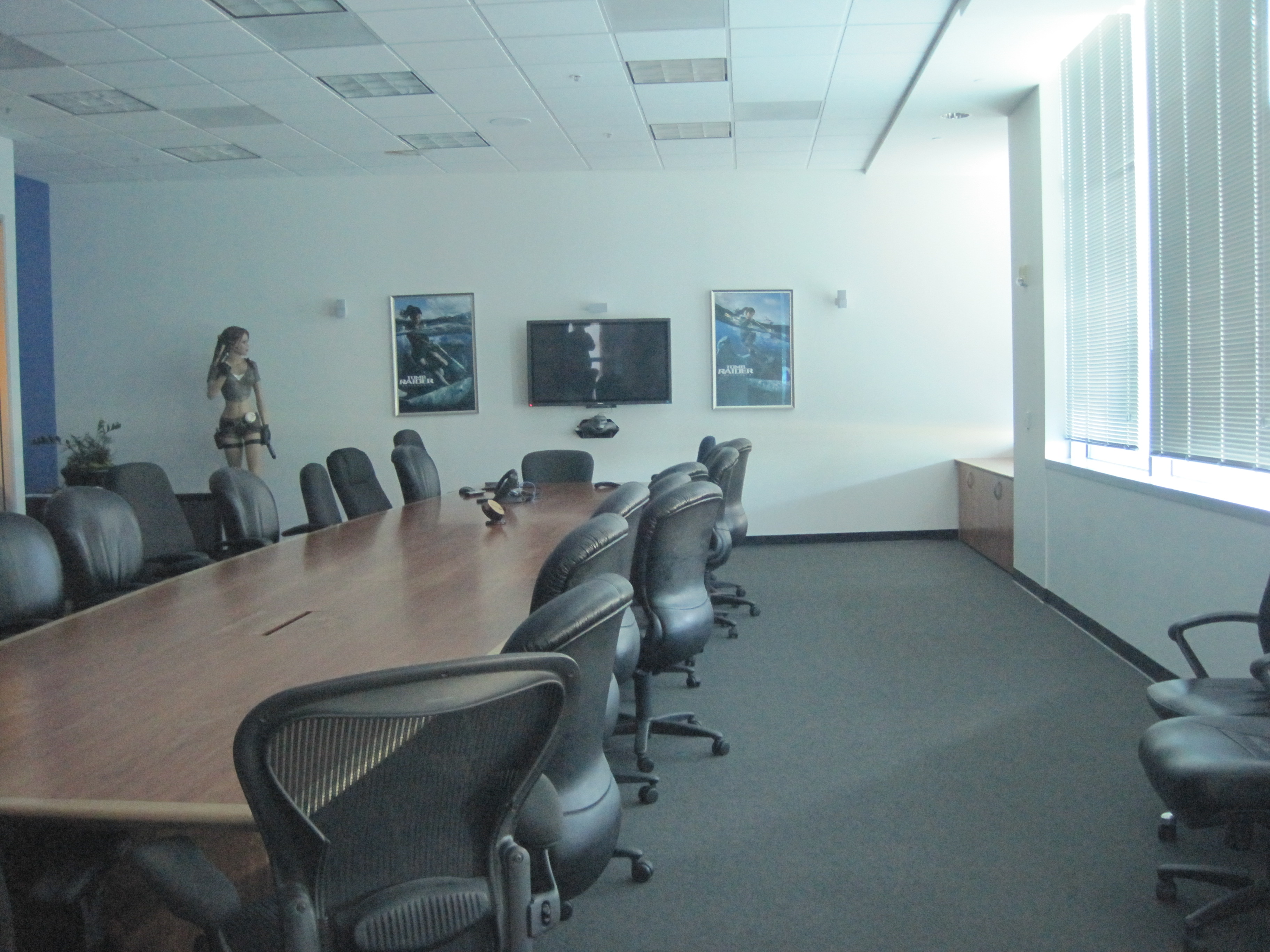
Konferenzraum; hinten links eine Lara-Croft-Figur

## Veröffentlichte Titel
- 1994: Crash ’n Burn (3DO)
- 1994: Total Eclipse (3DO)
- 1994: The Horde (3DO)
- 1994: Gex (Windows, 3DO, Sega Saturn)
- 1995: Total Eclipse Turbo (Playstation)
- 1995: Titan Wars (Solar Eclipse, Sega Saturn, PlayStation)
- 1996: Blazing Dragons (Playstation, Sega Saturn)
- 1996: Pandemonium (Playstation, Sega Saturn, Windows 9X mit 3DFX-Grafikkarten; NGage, 2003)
- 1996: 3D Baseball (Saturn)
- 1997: Pandemonium 2 (Playstation, Windows 9X mit 3DFX-Grafikkarten)
- 1997: Off-World Interceptor Extreme (Playstation)
- 1997: Gex 3D: Enter the Gecko (PlayStation, Nintendo 64, Windows 9X mit 3DFX Grafikkarten, Game Boy Color)
- 1998: The Unholy War (Playstation)
- 1999: Gex: Deep Cover Gecko (Playstation, Nintendo 64)
- 1999: Akuji the Heartless (Playstation)
- 1999: Legacy of Kain: Soul Reaver (Playstation; Dreamcast, 2000)
- 2000: 102 Dalmatians: Puppies to the Rescue (Playstation, Dreamcast, Game Boy Color)
- 2000: Walt Disney World: Magical Racing Tour (Game Boy Color)
- 2001: Mad Dash Racing (Xbox)
- 2001: Legacy of Kain: Soul Reaver 2 (PlayStation 2, Windows)
- 2001: Legacy of Kain: Blood Omen 2 (Xbox; Windows, PS2, Gamecube, 2002)
- 2003: Legacy of Kain: Defiance (Windows, Xbox, PS2)
- 2003: Chain Gang (PS2)
- 2003: Whiplash (Xbox, Playstation 2)
- 2005: Project: Snowblind (Windows, Xbox, PS2)
- 2006: Tomb Raider: Legend (PS2, Xbox, Windows, PSP, Xbox 360)
- 2007: Tomb Raider: Anniversary (PS2, PSP, Wii, Xbox 360, Windows, Mac OS)
- 2008: Tomb Raider: Underworld (PlayStation 3, PS2, Xbox 360, Windows, Wii)
- 2010: Lara Croft and the Guardian of Light (Windows, PS3, Xbox 360)
- 2013: Tomb Raider (PS3, Windows, Xbox 360, Xbox One, PlayStation 4)
- 2014: Lara Croft und der Tempel des Osiris (Windows, Xbox One, PS4)
- 2015: Rise of the Tomb Raider (Windows, Xbox One, Xbox 360, PS4[25])
- 2018: Shadow of the Tomb Raider (Windows, Xbox One, PS4)
- 2020: Marvel’s Avengers (Windows, Xbox One, PS4, Stadia)